# Zona monetaria óptima

Eurozona, en azul oscuro, y en azul claro los otros Estados integrantes de la Unión Europea. La zona euro fue el primer experimento real para demostrar la teoría de la Zona monetaria óptima, sin embargo, las condiciones reales distan mucho de las condiciones teóricas para ser un área óptima, en particular las barreras lingüísticas a la mano de obra y la falta de unión fiscal, agravaron la crisis del euro.

En economía, una zona monetaria óptima (ZMO), también conocida como una región monetaria óptima (RMO), es una región geográfica en la que se maximizaría la eficiencia económica si la región entera compartiera una única divisa. Describe las características óptimas para la fusión de divisas o la creación de una divisa nueva. Esta teoría suele utilizarse para argumentar tanto a favor como en contra de la posibilidad de que una determinada región esté lista para convertirse en una unión monetaria, uno de los últimos pasos de la integración económica.
Un área monetaria óptima suele ser normalmente más grande que un solo país. Por ejemplo, parte de la argumentación detrás de la creación del euro es que los países europeos, individualmente considerados, no forman por sí solos un área monetaria óptima, pero que Europa en conjunto si forma un área monetaria óptima. La creación del Euro suele citarse en este ámbito, porque provee del caso de estudio más reciente y de mayor envergadura de la creación de una zona monetaria óptima.
La teoría de la zona monetaria óptima fue originalmente desarrollada por el economista Robert Mundell. Suele acreditarse a Mundell como el originador de la idea, pero también se señala como relevante en su concepción el trabajo académico previo desarrollado por Abba Lerner.

## Modelos
Mundell desarrolló su teoría con dos modelos, uno con expectativas estacionarios y otro en el supuesto de situación de riesgo global.

### ZMO con expectativas estacionarias
Publicado por Mundell en 1961, es el modelo más citado por los economistas. En el modelo se considera que los choques asimétricos socavan la economía real, por lo que si son muy importantes y no pueden ser controlados, un régimen con cambio flotante se considera mejor, porque la política monetaria global (a través de tipos de interés) no estará suficientemente bien ajustada para situaciones particulares de cada una de las regiones que dan forma a la zona.
Los cuatro criterios citados para que una unión monetaria pueda ser un éxito son:
- Movilidad laboral a través de la región: esto incluye capacidad física para viajar (visados, derechos de trabajadores) o eliminar barreras culturales para la libertad de movimiento (como sería el caso de distintos idiomas) o las barreras institucionales.
- Apertura con movilidad de capital y flexibilidad de precios y salarios en la región. Esto debe ser así para que las fuerzas de mercado de oferta y demanda distribuyan automáticamente el dinero y los productos allí donde sean necesitados. En la práctica, esto no funciona si no existe verdadera flexibilidad salarial. El comercio entre los miembros de la Eurozona ha aumentado de forma importante después de la entrada en vigor del Euro. Se estima que el comercio intra-comunitario ha pasado del 5% al 15% comparado con el comercio entre países no comunitarios.[6]
- Un sistema que permita compartir el riesgo de todo el conjunto, como por ejemplo un mecanismo automático de transferencia fiscal, que redistribuya el dinero hacia las áreas o sectores que se hayan visto desfavorecidos por las dos características antes señaladas. Esto suele tomar la forma de una redistribución impositiva hacia las áreas menos desarrolladas de un país o región. Esta política, aunque está aceptada en teoría, resulta muy difícil de implementar políticamente ya que implica que las regiones más desarrolladas aporten dinero a las menos desarrolladas. En teoría, Europa tiene una cláusula de no rescate en el Pacto de estabilidad y crecimiento, que implica que las transferencias fiscales no están permitidas entre países, pero es imposible conocer que ocurre en la práctica. Durante la crisis de la deuda soberana europea, la cláusula fue eliminada de facto ya que se llevó a cabo el rescate de países como Grecia, Irlanda y Portugal.[7]
- Los países partícipes tienen que tener ciclos económicos similares. Cuando un país experimenta un boom o recesión, otros países de la unión tenderán a seguirlo. Esto permite al banco central de la unión promover el crecimiento mediante políticas que contengan la inflación en los booms económicos. Si los países tienen ciclos dispares, el banco central no puede controlar la recesión de unos mientras controla el crecimiento de otros.

### ZMO con expectativas de riesgo
En este caso, Mundell intenta modelar cómo la incertidumbre sobre el tipo de cambio podría interferir con la economía. Este modelo suele citarse menos que el anterior, y se basa en una publicación de 1973.
Suponiendo que la moneda es gestionada correctamente, cuanto mayor sea el área, mejor. En contraste con el modelo anterior, no se considera que los shocks asimétricos puedan socavar la moneda común precisamente por la existencia misma de la moneda común. Esta disemina los shocks a través del área, porque todas las regiones tienen derechos contra las demás en la misma divisa y pueden utilizarlos para rebajar la intensidad del shock, mientras que en un sistema de tipo de cambio flexible, el coste se concentraría en las regiones individualmente, desde el momento en que la devaluación reduciría su poder de compra. De modo que, a pesar de poseer una política monetaria ajustada con menor precisión, la economía real debería comportarse mejor.

## Críticas

### Keynesianos
La noción de una moneda que no está acorde con un estado o unión de estados sin una autoridad fiscal única ha sido duramente criticado por keynesianos y post-keynesianos. Estos enfatizan el papel del déficit presupuestario creado por un gobierno (formalmente, una autoridad fiscal) en el desarrollo de una economía, y consideran que el uso de una moneda internacional sin una autoridad fiscal supone una pérdida de "soberanía monetaria".
Específicamente, los keynesianos argumentan que el estímulo fiscal en la forma de déficit puede ser necesario para luchar contra el desempleo, que no es posible si los estados de una unión monetaria no pueden manejar la cantidad de déficit necesario. La teoría post-keynesiana de neo-chartalismo sostiene que los déficits de los gobiernos crean dinero, y esa capacidad para imprimir dinero es fundamental para que el estado pueda dirigir sus recursos, estando esa "política monetaria y ese dinero intrínsecamente conectados a la política soberana y la autoridad fiscal".
Estas críticas consideran que los beneficios en las transacciones internacionales de una moneda compartidas son menores que si los comparamos con las desventajas que supone no poder aplicar medidas estatales a la moneda.